# Папуга синьолобий
Папу́га синьолобий (Touit dilectissimus) — вид папугоподібних птахів родини папугових (Psittacidae). Мешкає в горах Південної Америки і Панами.

## Опис
Довжина птаха становить 17 см. Забарвлення переважно зелене. У самців лоб синій, через очі ідуть червоні смуги, плечі червоні. У самиць більше червоного під очима, менше синього на лобі і червоного на крилах. Нижні покривні пера крил жовті, хвіст має жовтуваті края.

## Поширення і екологія
Синьолобі папуги мешкають на сході Панами (Дар'єн, локально в Панамі), на західних схилах Анд в Колумбії і Еквадорі, в горах Серранія-де-Періха на кордоні Колумбії і Венесуели та на схилах гір Кордильєра-де-Мерида на заході Венесуели. Вони живуть у вологих гірських і хмарних тропічних лісах, на висоті від 800 до 1700 м над рівнем моря.